# Buenavista de Guatuso
Buenavista es un distrito del cantón de Guatuso, en la provincia de Alajuela, de Costa Rica.

## Geografía
Buena Vista cuenta con un área de 150,86 km² y una altitud media de 42 m s. n. m.

## Demografía
Para el año 2022, Buena Vista cuenta con una población estimada de 1998 habitantes, y para el último censo efectuado, en 2011, Buena Vista contaba con una población de 1573 habitantes.

## Localidades
- Poblados: Cabaña (parte), Costa Ana, El Cruce, Guayabito, Mónico, Samén Abajo, San José, Thiales, Valle del Río.

## Transporte

### Carreteras
Al distrito lo atraviesan las siguientes rutas nacionales de carretera:
- Ruta nacional 4
- Ruta nacional 139